# Paul Goy
Pour les articles homonymes, voir Goy (homonymie).
Paul Goy est un médecin et poète français né le 6 janvier 1883 à Crest (Drôme) et mort le 22 mars 1964 à Aix-en-Provence (Bouches-du-Rhône).

## Biographie
Le Docteur Paul Albert Goy, est né le 6 janvier 1883 d'une famille d'agriculteurs protestants de Crest (Drôme). Une partie de son ascendance vient également de Cliousclat. Il fit ses études au Collège de Valence puis, délaissant l'agriculture, à la Faculté de Médecine de Lyon. Sa thèse traitait « des hémorragies intra et rétro-péritonéales comme cause de mort rapide chez le nouveau-né ». Une fois diplômé en 1907, il se maria à Lyon en 1909 avec Marie Launey, originaire de Normandie et également née en 1883. Une suite de postes l'éloignèrent de Crest : il s'établit d'abord à Aurec-sur-Loire (Haute-Loire) en 1910 où naquirent leurs 5 enfants, puis Firminy où il travailla aux Aciéries Verdié, Saint-Étienne, et enfin Pertuis (Vaucluse) non loin d'Aix-en-Provence où il exerça pendant 23 ans, après une tentative infructueuse de retourner à l'agriculture avec l'acquisition puis la revente du grand domaine de Revelette (Jouques) pour y cultiver la lavande. Il resta néanmoins très attaché à la Drôme, à ses amis et parents de Crest où son frère Gabriel Goy poursuivait l'exploitation de la ferme familiale avec sa femme Nelly.
Durant la deuxième guerre mondiale, ses neveux Raymond, François, et André participèrent au maquis de la résistance. Les familles Goy et Demas cachèrent des juifs recherchés par les allemands. Un encart de remerciements de M. Robert Blitz à ces deux familles parentes est paru en 1980 dans la revue "L'Arche". Mme Michèle Bitton de l'association "Mémoire et Histoire" (84530 Villelaure) fait en outre l'hypothèse que le Dr. Goy aurait pu héberger à Pertuis un citoyen allemand juif réfugié, M. Emile Höchster, déporté à Auschwitz en 1943.
Paul Goy s'est intéressé à la photographie dès avant la première guerre mondiale. Il a pris plus de 300 photographies sur plaques sèches au gélatino-bromure d'argent orthochromatiques A. Lumière, dont plus d'une centaine en stéréo grâce à un glyphoscope. Avec sa femme Marie, ils formaient un couple cultivé et apprécié pour son érudition et son sens social. Six ans après la mort de sa femme à Pertuis le 28 juillet 1946, Paul Goy rejoignit à l'heure de sa retraite (vers 1952) son fils Michel Goy au Rayol-Canadel (premier Maire de la Commune de 1949 à 1958) qui s'y était établi dès 1941. De sa maison "Mirabel", il consacra une grande partie de ses dernières années à l'écriture. Plusieurs poèmes témoignent de ses impressions méridionales, de la beauté et de la magie du site. Il y termina ses jours et s'éteignit à Aix-en-Provence le 22 mars 1964 à 82 ans. Il est inhumé au cimetière de Pertuis (Vaucluse) avec son épouse et deux de ses enfants.
Avec la publication de Les poètes patois de la ville de Crest-en-Dauphiné, il avait déjà enrichi son folklore natal et chanté l'originalité et la saveur de la langue première des Crestoit. La publication de ses œuvres complètes fut faite en 1962 et 1963 aux Éditions de la Méditerranée (Avignon) et confirma son talent de poète et de fin lettré. Dans son œuvre s'affirment à la fois l'érudit ciseleur de poèmes hautement inspirés (des sonnets pour la plupart), le fabuliste déversant en des vers polymètres l'humour le meilleur et la satire la plus incisive; enfin le dramaturge classique, auteur de deux pièces de théâtre, l'une comique (une farce moliéresque en trois actes), l'autre infiniment grave, une tragédie (libre adaptation en vers de l'Antigone de Sophocle).
Dans son ouvrage de 1962 Etapes, Sonnets et Poèmes, il inclut un portrait imaginaire à la sanguine de Marie Durand qu'il a réalisé. Il indique : "La présente figure évoque Marie DURAND après sa libération, lorsque revenue au Bouchet-de-Pranles, obscure mais pure triomphatrice, elle se remémore le passé douloureux dans un présent lourd encore de tristesse et d'insécurité pour les protestants français". Il la cite dans le poème Résistance, dédié "Aux maquisards du Pays crestois".
Le vendredi 13 septembre 2013, la ville de Crest a baptisé une nouvelle rue "Paul Goy, médecin et Poète Crestois," sur le côté ouest du nouveau centre hospitalier.

## Publications
- De la pureté rationnelle ; essai d'étude sur la question sexuelle au point de vue psychologique, hygiénique et moral, préface du Dr. Dubois, Professeur de Neuropathologie à la Faculté de Médecine de Berne (Suisse), 52 pages, 13*18,5 cm, 1906. Un appendice de 8 pages a été ajouté dans une édition ultérieure notée 15e Mille, signée à Aurec-sur-Loire : L'éducation sexuelle des enfants et des adolescents.
- Bienfaits de la chasteté considérée au point de vue rationnel et physiologique, article consacré à la chasteté dans le "Dictionnaire Apologétique de la Foi Catholique contenant les preuves de la Vérité de la Religion et les Réponses aux Objections tirées des Sciences Humaines" sous la direction de A. d'Alès, professeur à l'Institut Catholique de Paris, Gabriel Beauchesne & Cie., 1911, p. 503 à 508.
- L'amour conjugal; ses lois physiologiques, son idéal logique. Prix 0 fr. 10.
- Tu seras père de famille - Aux jeunes Français de 15 à 18 ans. Tiré à au moins 8000 exemplaires. Prix 0 fr. 20.
- Les poètes patois de la ville de Crest-en-Dauphiné, préface de Charles Armorin, Maire de Crest, 100 pages, 17,5*25,5 cm, 1958. Gustave Bermond (1840-1898), Léopold Bouvat (1851-1928), Laurent Mognat (1830-1883), Joseph Grivel (1816-1870), Roch Grivel (1816-1888).
- Étapes, sonnets et poèmes, 13,5*18 cm, 150 pages, Éditions de la Méditerranée (Avignon), 1962. Volume comportant un portrait à la sanguine de Marie Durand.
- Contes et Fables, poèmes satiriques en vers, 13,5*18 cm, 180 pages, Éditions de la Méditerranée (Avignon), 1963.
- Le Mariage de Toinette ou l'École des Médecins, farce en trois actes et un prologue (en vers) et Polymice, tragédie en 2 parties, libre adaptation en vers de l'Antigone de Sophocle, 24,5*31,5 cm, 70 pages, Editions de la Méditerranée (Avignon), 1963.

## Revue de presse et bibliographie
- Pour les jeunes gens, avertissements et conseils, par Frédéric Passy, Membre de l'Institut, Librairie Fischbacher, 1907, p. 23, 37, 77, 79.
- La mort vaincue : le but de la vie, Jann Solam, préface de Léon Denis, Librairie des sciences psychiques, 1914, p. 164.
- Exemple de travail, de bonté et de sagesse, devant son bel horizon marin, le Docteur Paul Goy cultive son jardin… et la rime, en rêvant à Pertuis, Le Provençal, Pertuis, jeudi 15 février 1962, p. 5.
- Un poète de chez nous : le Docteur Paul Goy, Le Crestois, journal de la Drôme, 30 novembre 1963, 64e année, n° 3309.
- Pour une histoire d'Aurec, par Henri Wromecki,  1983, pp. 101-102, 2 tomes - Edité par l'Association "Les Amis du Vieil Aurec" (AVA) - Place des Marronniers - 43110 Aurec-sur-Loire, France.
- Nous étions cent cinquante maquisards, par Lucien Micoud,1987, édité par l'Association nationale des pionniers et combattants volontaires du Vercors - 26 rue Claude Genin - 38100 Grenoble, France.
- Des noms pour mémoire, les victimes de la Seconde Guerre mondiale à Pertuis (Vaucluse), par Michèle Bitton sous l'égide de la Mairie de Pertuis, 2007,  (ISBN 978-2-9531005-0-1).
- Qui était Paul Goy ?, Crest Info - Journal Municipal de la Ville de Crest - N°62 Automne 2013 - p.4.